# Megaselia coalescens
Megaselia coalescens är en tvåvingeart som beskrevs av Borgmeier 1962. Megaselia coalescens ingår i släktet Megaselia och familjen puckelflugor. Inga underarter finns listade i Catalogue of Life.